# Système de numération à base double
Étant donné deux entiers strictement positifs premiers entre eux {\displaystyle p} et {\displaystyle q}, le système de numération à base double (double-base number system en anglais) est un système de représentation dans lequel chaque entier positif ou nul est représenté comme somme de {p,q}-entiers, c.à.d., d'entiers de la forme {\displaystyle p^{i}q^{j}}:

{\displaystyle n=\sum _{i,j}d_{i,j}p^{i}q^{j}}

avec {\displaystyle d_{i,j}} = 0 ou 1, et {\displaystyle i,j} entiers positifs ou nuls.

Ceci est une définition non-signée, mais il existe aussi une définition signée autorisant les termes négatifs, où {\displaystyle d_{i,j}} peut prendre également la valeur -1.

## Non-unicité de la représentation
Contrairement aux bases simples, une base double ne garantit pas l'unicité de l'écriture d'un nombre. Par exemple, le nombre 127 possède 783 représentations différentes dans la base double {2,3}, parmi lesquelles :

{\displaystyle 127=2^{2}3^{3}+2^{1}3^{2}+2^{0}3^{0}=2^{2}3^{3}+2^{4}3^{0}+2^{0}3^{1}=2^{5}3^{1}+2^{0}3^{3}+2^{2}3^{0}}
Le nombre 10 possède 5 représentations différentes, 100 en possède 402, 1 000 en possède 1 295 579, , etc.
On parle de représentation canonique lorsque le nombre de termes de la somme est le plus petit possible. Ci-dessus, les 3 seules représentations canoniques du nombre 127. Il n'existe pas de représentation à moins de 3 termes pour 127.
Le nombre de représentations non-signées d'un entier {\displaystyle n} en base double (2,3) est donné par la fonction récursive suivante :

{\displaystyle f(0)=1}

Pour {\displaystyle n\geqslant 1}, {\displaystyle f(n)={\begin{cases}f(n-1)+f(n/3),&{\text{si }}n\equiv 0{\pmod {3}}\\f(n-1),&{\text{sinon.}}\end{cases}}}

Voir la suite A062051 de l'OEIS.